# Daichi Hara
Pour les articles homonymes, voir Hara.
Daichi Hara (原 大智, Hara Daichi) est un skieur acrobatique japonais né le 4 mars 1997 à Tokyo et spécialisé dans le ski de bosses.
Il est médaillé de bronze de sa discipline aux Jeux olympiques d'hiver de 2018.